# 松崎 (鞄)
株式会社松崎（まつざき、MATSUZAKI & CO.,LTD.）とは、スーツケースなど各種鞄及び皮革製品の製造販売を行っていた日本の企業である。

## 概要
1889年、東京・日本橋馬喰町に松崎伊三郎が開いた鞄店が前身。1887年（明治20年）、伊三郎は鞄を作るのが意外と簡単な事を知り、弟に鞄を作らせて自分はそれを売る事にした。これが松崎鞄店誕生のきっかけである。
その後の1929年、法人に改組された。円の中にアルファベットのMを入れたマークと『マルエム松崎』のブランドで知られ、海外ブランドのライセンス生産も多く手がけていた。
しかし、取引先である百貨店やスーパーマーケットの倒産に加え、他社との競合などにより売上が大きく減少。2007年9月に堀田丸正、次いで2008年11月にはトライアイズの傘下に入って立て直しを図っていたが、2010年5月17日、東京地方裁判所に自己破産を申請。これを受けて同日、破産手続開始が決定した。負債は2010年2月末で約12億5000万円。

## 沿革
- 1889年（明治22年）5月24日 - 松崎鞄店開設。なお、5月24日は創業者・松崎伊三郎の誕生日にあたる。
- 1929年（昭和4年）5月24日 - 法人改組に伴い現社名に変更。
- 1949年（昭和24年）3月20日 - 松崎伊三郎死去。
- 1964年（昭和39年）2月1日 - 製造子会社の松崎生産を設立。
- 2007年（平成19年）9月 - 松崎生産とともに、ヤマノホールディングスのグループ会社・堀田丸正の子会社となる[2]。
- 2008年（平成20年）11月 - 松崎生産及び、同じく堀田丸正傘下にあった東京ブラウス、HAMANO1880（現・濱野皮革工藝）とともに、トライアイズの子会社となる[3]。
- 2009年（平成21年）8月 - 松崎生産を吸収合併[4]。
- 2010年（平成22年）5月17日 - 自己破産を申請[5]。